# Rabbie Namaliu
Rabbie Langanai Namaliu GCL KCMG PC (3 de abril de 1947 - 31 de marzo de 2023) fue un político papuano. Asumió como el cuarto Primer ministro de Papúa Nueva Guinea de 1988 hasta 1992 como presidente del Partido Pangu.

## Biografía
Perteneciente a la etnia Tolai, proviene de Nueva Bretaña Oriental. Fue educado tanto en su país como en Canadá, en la Universidad de Victoria en Victoria, Columbia Británica. Con anterioridad a su carrera política era un académico en el campo de la ciencia política en la Universidad de Papúa Nueva Guinea.
Antes de convertirse en primer ministro, ejerció como ministro de asuntos exteriores por primera vez, de 1982 a 1984, durante ese periodo inició una larga alianza con Michael Somare, quién era primer ministro en aquel tiempo y ejerció como ministro de asuntos exteriores mientras Namaliu era primer ministro. Fue nombrado nuevamente ministro de asuntos exteriores en 2002, como parte del gobierno de Partido de Alianza Nacional de Michael Somare. Mantuvo ese cargo hasta el 12 de julio de 2006, cuando pasó a ser ministro de finanzas durante un reajuste del gabinete. Rabbie posteriormente perdió su escaño de Kokopo Open en las elecciones generales de 2007, pero no descartó un futuro regreso a la política. Perdió su puesto de gabinete cuando el nuevo gobierno, nuevamente liderado por Somare, tomara el mando en agosto de 2007.
Como primer ministro de Papúa Nueva Guinea era un miembro del Consejo Privado del Reino Unido desde 1989 y era apodado como "Muy Honorable".